# Мата, Эдуардо
Эдуардо Мата (исп. Eduardo Mata; 5 сентября 1942, Мехико — 4 января 1995, близ Куэрнаваки) — мексиканский дирижёр и композитор.
Частным образом учился игре на гитаре, затем в мексиканской Национальной консерватории у Карлоса Чавеса (1960—1963) и в 1964 г. в музыкальном центре Тэнглвуд у Макса Рудольфа и Эриха Ляйнсдорфа (дирижирование) и у Гунтера Шуллера (композиция).
В 1965—1966 гг. возглавлял оркестр филармонии Халиско, с 1965 г. также руководил музыкальным факультетом Национального автономного университета Мексики. В 1972 г. отправился на работу в США, возглавив сперва Финиксский симфонический оркестр, а затем в 1977 г. Далласский симфонический оркестр, которым руководил до 1993 г. С различными оркестрами Мата осуществил около 50 записей. Собственное композиторское творчество Маты относится, главным образом, к 1960-м гг., когда он написал три симфонии, несколько балетов, различные камерные сочинения.
Мата погиб в авиакатастрофе, пилотируя собственный частный самолёт.